# Munina (gmina)
Munina – dawna gmina wiejska istniejąca w latach 1934–1954 w woj. lwowskim i rzeszowskim (dzisiejsze woj. podkarpackie). Nazwa gminy pochodzi od jej głównej wsi – Muniny, jednakże siedziba władz gminy znajdowała się w Jarosławiu.
Gmina zbiorowa Munina została utworzona 1 sierpnia 1934 roku w powiecie jarosławskim w woj. lwowskim z dotychczasowych jednostkowych gmin wiejskich: Kidałowice, Koniaczów, Morawsko, Munina, Sobiecin, Surochów, Tuczempy, Wietlin i Wysocko.
W czasie II wojny światowej Niemcy zlikwidowali gminę Munina, tworząc gminę "Jarosław-Wieś" / "Jarosław" (Jaroslau). Niektóre gromady wiejskie wcielono wówczas do sąsiednich gmin, jak na przykład gromadę Morawsko, która weszła do gminy Chłopice.
Po wojnie gmina Munina została reaktywowana i znalazła się w powiecie jarosławskim w nowo utworzonym województwie rzeszowskim. Według stanu z dnia 1 lipca 1952 roku gmina składała się z 9 gromad: Kidałowice, Koniaczów, Morawsko, Munina, Sobiecin, Surochów, Tuczempy, Wietlin i Wysocko. 
Gmina została zniesiona 29 września 1954 roku wraz z reformą wprowadzającą gromady w miejsce gmin. Jednostki nie przywrócono 1 stycznia 1973 roku po reaktywowaniu gmin.